# Haarlemmerolie

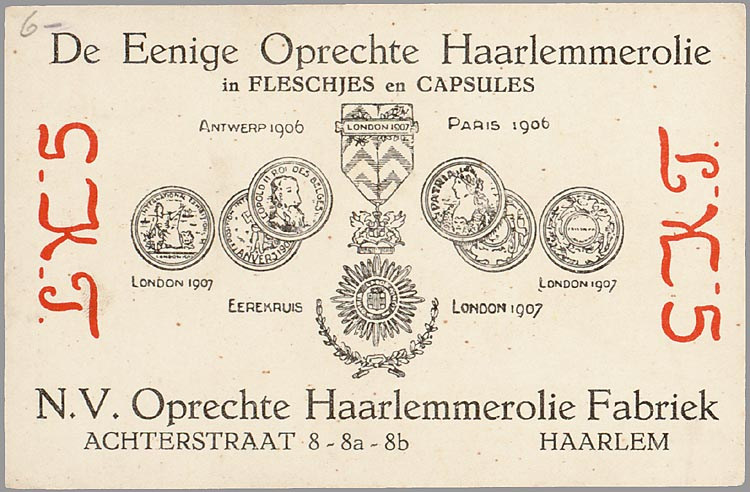
Reclamekaart uit begin 20e eeuw

Haarlemmerolie is een middel dat uit de zeventiende eeuw stamt. Het wordt al eeuwenlang aangeprezen omdat het tegen alle kwalen zou helpen. De samenstelling is geheim, maar het bestaat in ieder geval uit terpentijnolie, kruiden en zwavel. Haarlemmerolie is nog steeds verkrijgbaar als capsules, in een flesje en als zalf.

## Geschiedenis

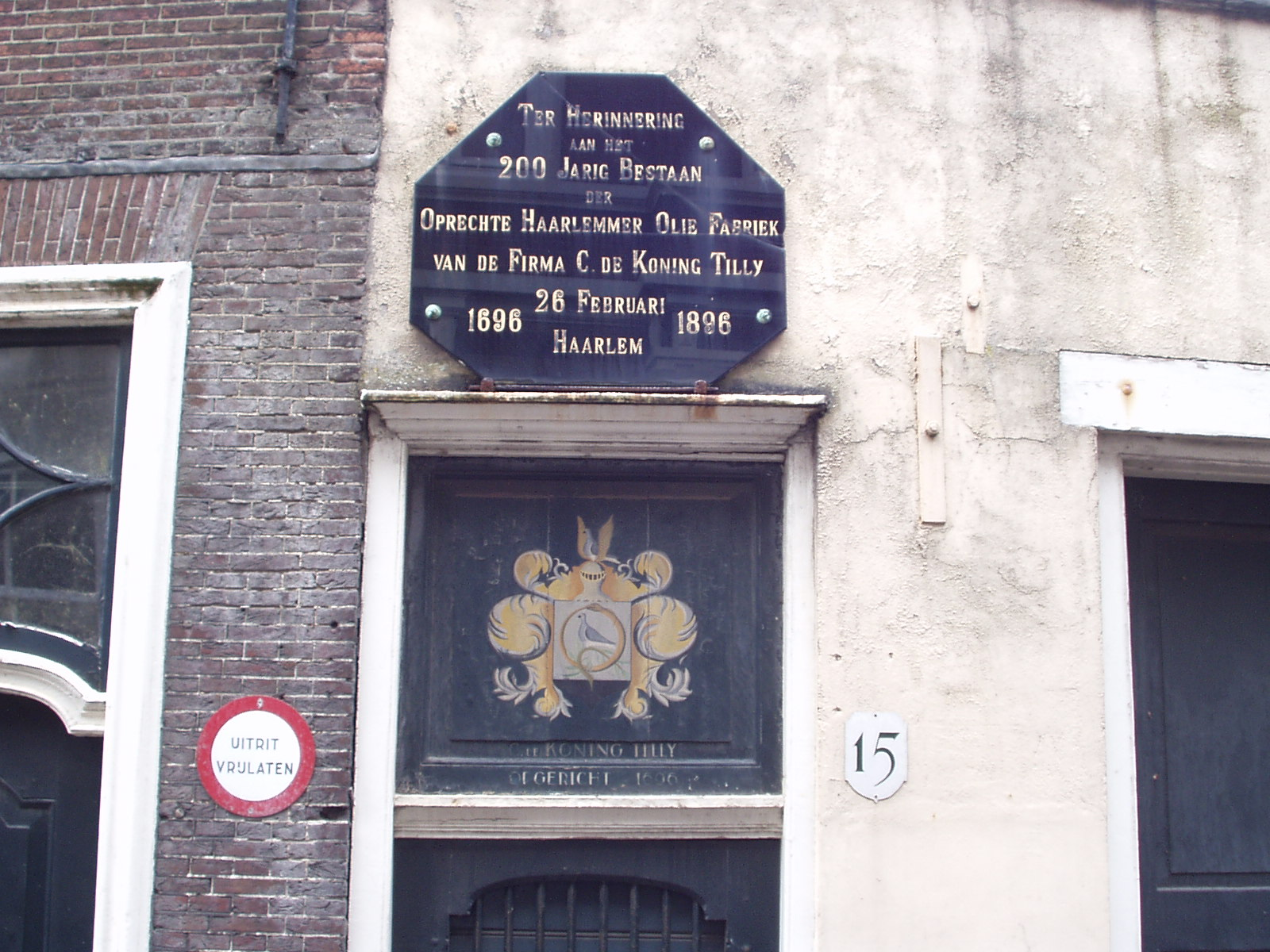
Herdenkingsplaquette voor de Oprechte Haarlemmer Olie Fabriek C. De Koning Tilly, Antoniestraat, Haarlem

De samensteller van haarlemmerolie was de schoolmeester Claes Tilly. Het zat in een klein flesje en kon worden gedronken of op de huid gesmeerd. Het middel, ook wel medicamentum gratia probatum genoemd, werd door zeevaarders en zendelingen meegenomen op hun reizen. Haarlemmerolie en daarmee de stad Haarlem werd zo bekend over de hele wereld.
In de eerste Haarlemsche Pharmacopée van 1693 zijn drie voorschriften opgenomen van Balsamus Sulphuris, Balsamus Sulphuris Anisatus, Bals. Sulphuris Succinatus en Bals. Sulphuris Terebinthinatus. Balsamus Sulphuris Terebinthinatus werd in 1628 al genoemd (met borstbessiroop of zeeajuinhonigazijn als toevoeging) door de arts Gregor Horst (1578-1636) in een opsomming van middelen tegen benauwdheid en astma. In het boek Antidotarium speciale van de arts Johannes Jacob Wecker (1528-1586), postuum uitgebracht in 1588, staat Olei sulphuris terebinthinati beschreven als een zalf.

## Namaak

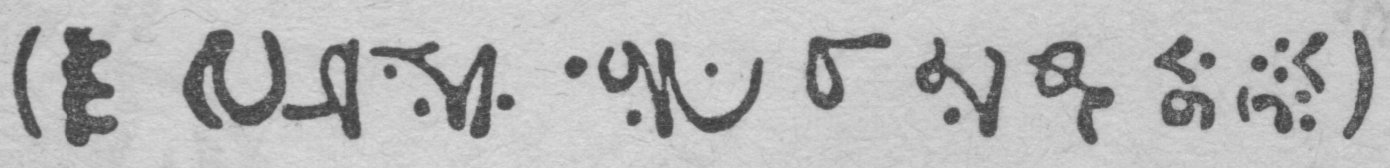
Inv. Meester C.T.

Haarlemmerolie was een markt waar veel geld in omging. Er is een oud contract uit 1917 bekend waarin ene Samuel Frank toezegt aan een Franse apotheker genaamd Suzanne jaarlijks 60.000 flesjes te leveren. Omdat het zo bekend was, werd het veel nagemaakt. Het etiket op de flesjes was het strijdtoneel: Voorafgaand aan een regel met vreemde tekens stond: 'En op dat niemand bedrogen wordt teekent hij zijn brief aldus'. De tekens werden in 2003 ontcijferd door de Archeologische Werkgroep Haarlem. Er stond 'Inv. Meester C.T.' ofwel uitgevonden door meester Claes Tilly. Omdat de makers van de nepflesjes wel de regel 'En opdat niemand bedrogen... aldus' op hun etiket overnamen, maar niet de ondertekening in de rare tekens, was het altijd duidelijk wat echt was en wat nep.
Eind 19e eeuw raakte de firma C. de Koning Tilly het fabrieksmerk kwijt. Doordat was verzuimd het na 1880 wettig te deponeren kon het worden gedeponeerd door een concurrent, de Gebr. Waaning die vervolgens voor haar 'wettig gedeponeerde Oprechte Haarlemmerolie' adverteerde. De heer Van Dobben van C. de Koning Tilly moest zelfs voorkomen, ter zake van "het verkoopen van Haarlemmerolie, valschelijk voorzien van het handelsmerk van de Gebroeders Waaning". Ook onder de Nederlandse Amerikanen in Grand Rapids (VS) zaaide de Gebr. Waaning verwarring, waar de burgemeester van Haarlem per brief een eind aan probeerde te maken. Het hoger beroep diende op 18 juni 1896. De heer Van Dobben werd op 30 juni vrijgesproken, waarna de Gebr. Waaning overwoog hem civielrechtelijk te vervolgen.
Blijkens advertenties uit 1904 was het conflict met Waaning Tilly toen nog altijd niet gesust. Meer succes had de firma C. de Koning Tilly met een rechtszaak in 1905. Een concurrent die de firmanaam G. de Koning Tilly gebruikte, waarbij de hoofdletter G ook nog eens erg op een C leek, moest deze onrechtmatige daad staken.

## Bedrijf

Haarlemmeroliedruppels in moderne verpakking

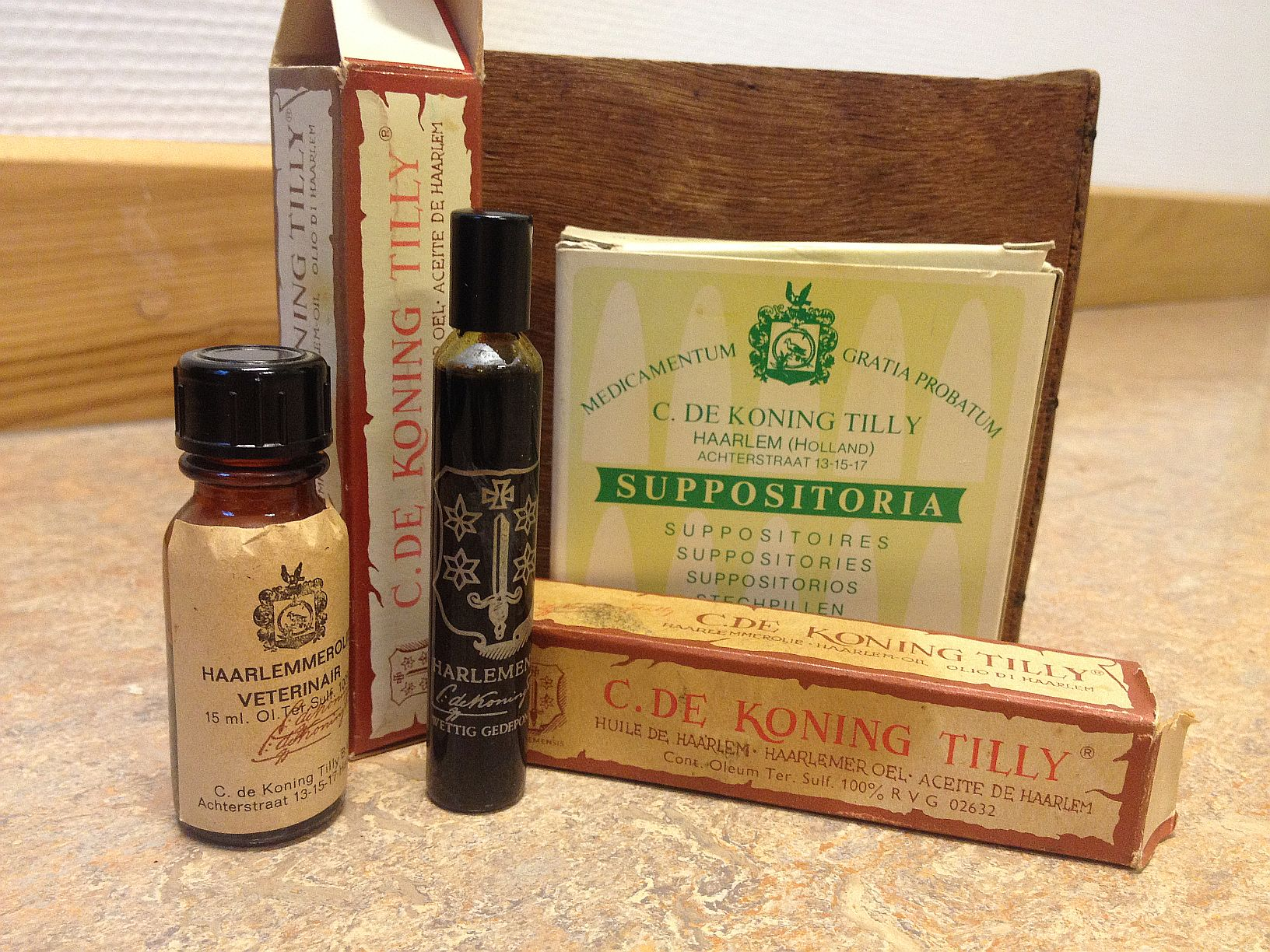
Een aantal haarlemmerolie-varianten en toedieningsvormen

Nadat Claes Tilly in 1734 was overleden, werd de productie van de haarlemmerolie door zijn erfgenamen voortgezet. In 1764 werd Claes de Koning Tilly de nieuwe eigenaar. Het bedrijf C. de Koning Tilly Oprechte Haarlemmerolie Fabriek is nog steeds in Haarlem gevestigd. Lange tijd was de fabriek gevestigd in de Antoniestraat (voorheen: Achterstraat), maar in 2005 is het pand in de Antoniestraat verkocht aan een projectontwikkelaar/aannemer die er verschillende wooneenheden in creëerde. Er zijn nog wel oorspronkelijke details bewaard gebleven, zoals de gevelsteen. Sinds 1995 kent Haarlem een Claes Tillyweg.

## Kwakzalverij?
Niet iedereen was en is overtuigd van de heilzame werking van het middel. Tilly werd al in 1719 aangezegd de verkoop te stoppen omdat het product niet voldeed aan de in 1718 aangenomen keur dat het vak apotheker reglementeerde. De producenten van haarlemmerolie waren en zijn tot op de dag van vandaag echter overtuigd van de geneeskracht van hun middel.
Encyclopædia Britannica refereert voor aanvullende informatie over terpentijn o.a. aan een artikel in het wetenschappelijke tijdschrift International Journal of Occupational Medicine & Environmental Health waarin beschreven wordt dat terpentijnolie in kleine hoeveelheden geen gevaar oplevert voor de gezondheid en over eigenschappen beschikt die goed zijn voor de menselijke gezondheid en welzijn. Bij gebruik van terpentijn kan een overgevoeligheidsreactie optreden. Contacteczeem komt voor bij schilders, monteurs, schoenmakers en andere beroepen waar sprake is van langdurige blootstelling aan grote hoeveelheden terpenen en andere allergenen. 

## Spreekwoord
De term haarlemmerolie wordt ook overdrachtelijk gebruikt als een soort wondermiddel, bijvoorbeeld "dat werkt als haarlemmerolie"; hiermee gaat alles beter.

## Trivia
- De Engelsman Samuel Pepys schreef op 17 juli 1664 in zijn dagboek over het gebruik van terpentijn: "Dr. Burnett toonde mij de manier om terpentijn te eten, welke mij wel bevalt, want het gaat heel gemakkelijk" (vertaald uit het Engels).
- In de Winkler Prins Encyclopedie wordt haarlemmerolie een kwakzalversmiddel genoemd; het zou schadelijk zijn voor de gezondheid. In het woordenboek van de Encarta Winkler Prins Naslagbibliotheek van 2006 staat daarentegen vermeld dat het een ouderwets huismiddeltje tegen kwaaltjes is. Beide stellen dat de olie bereid is uit terpentijn, lijnolie en zwavel. Rudy van Dobben, de elfde opvolger van Claes Tilly, vertelde echter in een interview in 2010, dat zijn grootvader ooit een vals recept heeft laten uitlekken met lijnolie als een van de ingrediënten. De echte Oprechte Haarlemmerolie bevat geen lijnolie, aldus Van Dobben.[22]
- De Microsoft Encarta encyclopedie uit 2009 stelt dat terpentijnolie in staat is om verschillende darmparasieten te vernietigen; dat het vaak gebruikt wordt als krampwerend en samentrekkend middel, en dat het over krachtige vochtafdrijvende eigenschappen beschikt.

## Fotogalerij

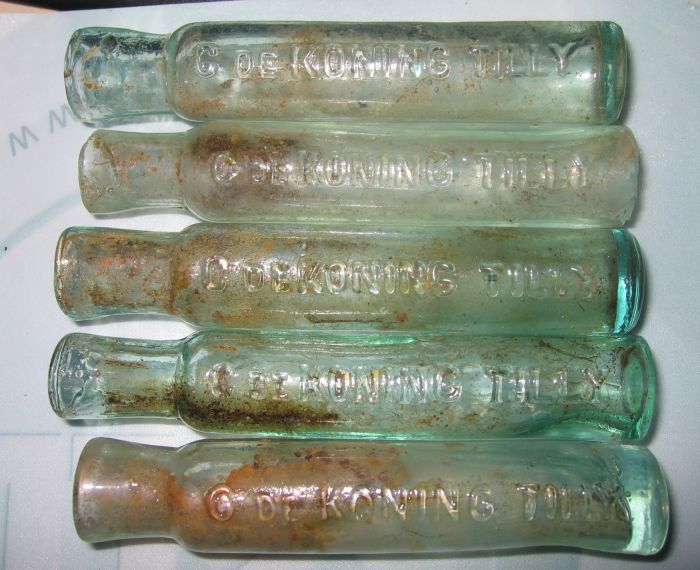
Olieflesjes met het opschrift C. de Koning Tilly
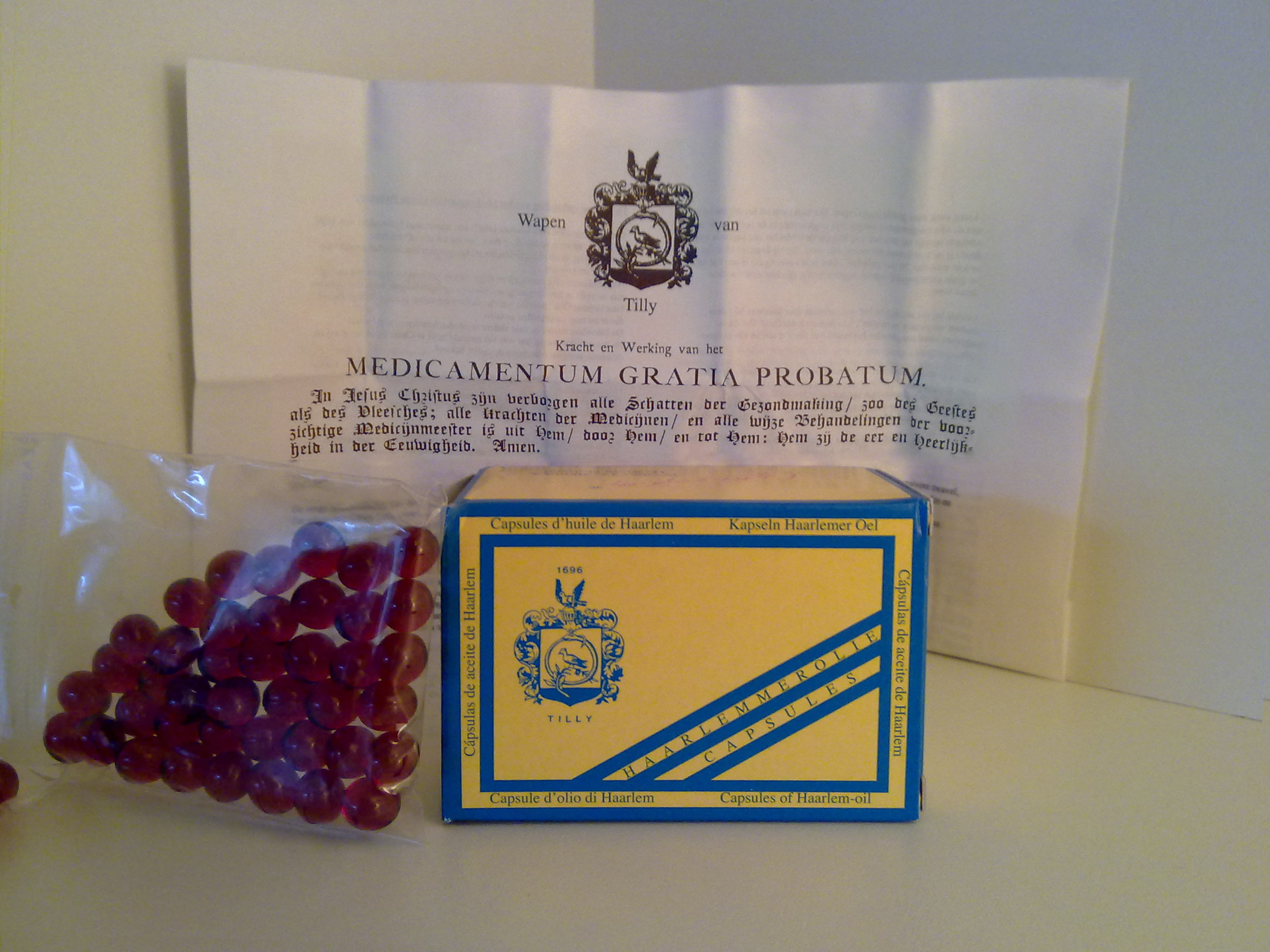
Haarlemmeroliecapsules
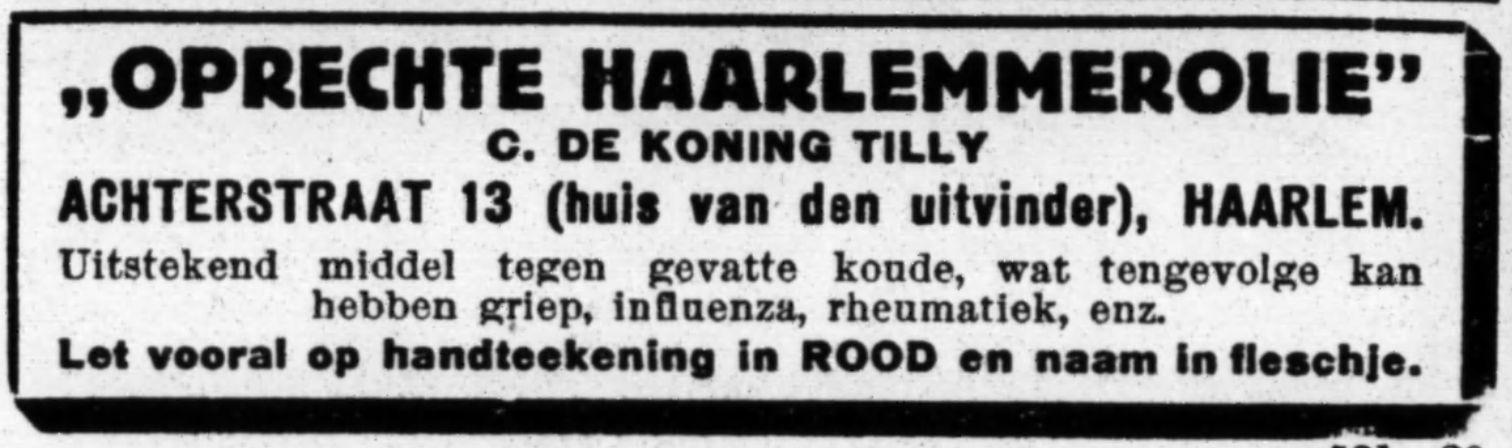
Advertentie in dagblad Het Volk uit de jaren dertig